# Наднова

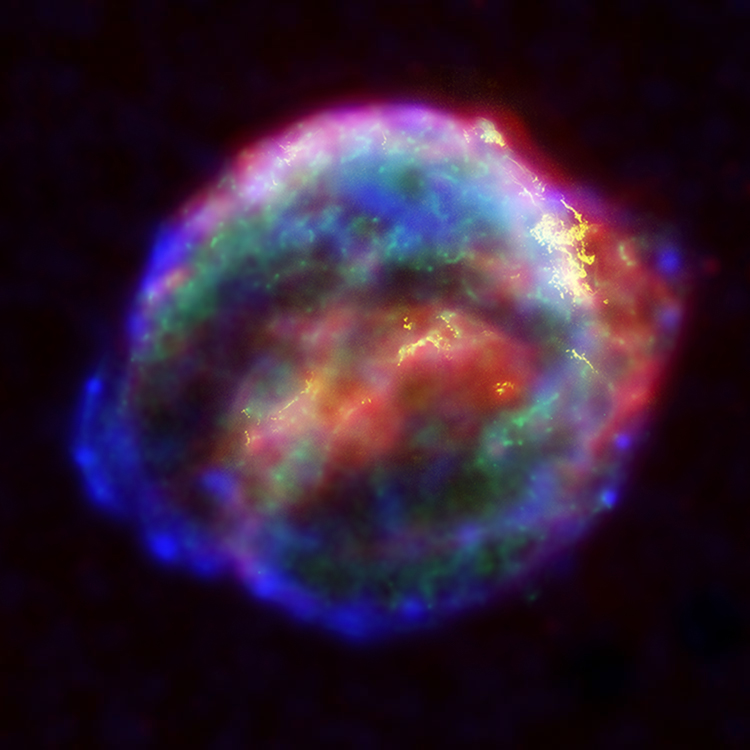
Зображення залишку наднової Кеплера 1604 року, синтезоване астрономами НАСА за даними спостережень із трьох космічних телескопів у різних діапазонах:
— в інфрачервоному світлі (показано червоним кольором)
— з телескопа Спітцер
— у видимому діапазоні (показано жовтим)
— з телескопа «Габбл»
— у рентгенівських променях 0,3—1,4 кеВ (зелений) та 4—6 кеВ (блакитний)
— з телескопа «Чандра».

Наднова́ (англ. supernova) — зоря, що вибухає й через це раптово й дуже сильно збільшує свою яскравість. Наднова виникає на останніх стадіях еволюції масивної зорі або коли білий карлик запускає ядерний синтез. Зоря-прародитель наднової або колапсує в нейтронну зорю чи чорну діру, або повністю руйнується, утворюючи дифузну туманність. Максимальна оптична світність наднової зорі може бути порівнянна з оптичною світністю цілої галактики й може перебувати на такому високому рівні протягом кількох тижнів або місяців, після чого зоря поступово згасає.
Останньою надновою, яку безпосередньо спостерігали в Чумацькому Шляху, була Наднова Кеплера в 1604 році. Незадовго перед тим спостерігали Наднову Тихо 1572 року. Обидві зорі було видно неозброєним оком. Були знайдені залишки пізніших наднових, які не було видно під час вибуху через міжзоряне поглинання. Дослідження наднових в інших галактиках указують, що вони мають вибухати в Чумацькому Шляху в середньому приблизно три рази на століття. Наднову в Чумацькому Шляху майже напевно можна було б спостерігати за допомогою сучасних астрономічних телескопів. Найновішою надновою, яку можна було побачити неозброєним оком, була SN 1987A, яка була вибухом блакитного надгіганта у Великій Магеллановій Хмарі, галактиці-супутнику Чумацького Шляху.
Теоретичні дослідження показують, що більшість наднових вибухає за одним із двох основних механізмів: або в результаті спалаху ядерного синтезу в білому карлику, або в результаті гравітаційного колапсу ядра масивної зорі.
- Під час спалаху білого карлика його температура підвищується настільки, що запускається ядерний синтез, який повністю руйнує зорю. Можливими причинами є накопичення матеріалу через акрецію від зорі-компаньйона у подвійній системі або ж злиття зір.
- У разі вибуху масивної зорі її ядро зазнає раптового колапсу, коли воно вже не здатне виробляти в ході термоядерного синтезу достатньо енергії для протидії власній гравітації. Це неминуче трапляється, коли в зорі починається ядерне горіння заліза, але може трапитись і на більш ранній стадії нуклеосинтезу.

Наднові можуть викидати кілька сонячних мас речовини зі швидкістю до кількох відсотків швидкості світла. Це створює ударну хвилю, що розширюється, у навколишнє міжзоряне середовище, змітаючи міжзоряні газ і пил та утворюючи оболонку, що розширюється з часом та спостерігається як залишок наднової. Наднові є основним джерелом елементів від кисню до рубідію в міжзоряному середовищі. Ударні хвилі наднових можуть викликати утворення нових зір. Наднові є основним джерелом космічних променів. Вони також можуть створювати гравітаційні хвилі.

## Етимологія
Слово «наднова» було утворене додаванням префікса «над-» до слова «нова» — назви іншого типу зір, які теж раптово збільшують яскравість, але набагато слабше. Слово «наднова» (supernova) придумали Вальтер Бааде та Фріц Цвіккі, які почали використовувати його в лекціях з астрофізики в 1931 році. Його перше вживання в журнальній статті відбулося наступного року в публікації Кнута Лундмарка, який, можливо, придумав його незалежно.

## Історія спостережень
Стадія наднової триває лише кілька місяців або років, що робить її дуже короткою в масштабах усього життя зорі. Лише невелика частка усіх зір здатна утворювати наднову: лише зорі найбільших мас та зорі в рідкісних видах подвійних зоряних систем із принаймні одним білим карликом. Однак завдяки великій кількості зір у нашій Галактиці давнім астрономам удавалося спостерігати наднові кожні кілька століть. Реальна частота наднових у Галактиці має бути ще більшою, але велику частку наднових, приховану від нас поглинанням світла в міжзоряному середовищі, неможливо було спостерігати неозброєним оком, без сучасних астрономічних інструментів.

### Ранні відкриття
Найдавніша можлива задокументована людством наднова, відома як HB9, зображена в наскельній різьбі невідомого доісторичного народу Індійського субконтиненту в регіоні Бурзахама в Кашмірі та датується 4500±1000 р. до н. е. Пізніше китайські астрономи задокументували SN 185 у 185 році нашої ери. Найяскравішою зареєстрованою надновою була SN 1006, яка спостерігалася в 1006 році нашої ери в сузір'ї Вовка. Цю подію описали спостерігачі в Китаї, Японії, Іраку, Єгипті та Європі. Також у багатьох країнах задокументували наднову SN 1054, яка породила Крабоподібну туманність.
Наднові SN 1572 і SN 1604, останні наднові Чумацького Шляху, які спостерігали неозброєним оком, мали значний вплив на розвиток астрономії в Європі, оскільки вони використовувалися як аргумент проти ідеї Арістотеля про незмінність Всесвіту за межами орбіти Місяця. Тихо Браге спостерігав SN 1572 у Кассіопеї і опублікував про неї трактат. Йоганн Кеплер почав спостерігати SN 1604 на піку її яскравості 17 жовтня 1604 року і продовжував оцінювати її яскравість, поки рік по тому вона не перестала бути видимою неозброєним оком.
Непрямими методами визначено, що Кассіопея А спалахнула як наднова приблизно в 1680 році, наймолодша відома наднова в нашій галактиці, G1.9+0.3, — наприкінці XIX століття. Жодна з них не спостерігалася як наднова у свій час. У випадку G1.9+0.3 високе міжзоряне поглинання від пилу вздовж площини галактичного диска могло настільки зменшити яскравість наднової, що вона залишилася непоміченою тогочасними астрономами. Ситуація з Кассіопеєю А менш ясна: було виявлено інфрачервоне відлуння, яке показує, що зоря не перебуває в регіоні особливо високого поглинання.
| Рік       | Місце                    | Максимальна видима яскравість | Надійність ідентифікації наднової                       |
| --------- | ------------------------ | ----------------------------- | ------------------------------------------------------- |
| 185       | Сузір'я Центавра         | −6m                           | Можлива наднова, могла бути кометою                     |
| 386       | Сузір'я Стрільця         | +1,5m                         | Невідомо, наднова чи нова                               |
| 393       | Сузір'я Скорпіона        | −3m                           | Можлива наднова                                         |
| 1006      | Сузір'я Вовка            | −7,5 ± 0,4m                   | Точна: залишок відомий                                  |
| 1054      | Сузір'я Тельця           | −6m                           | Точна: залишок і пульсар відомі                         |
| 1181      | Сузір'я Кассіопеї        | −2m                           | Імовірна наднова типу Iax, асоційована із залишком Pa30 |
| 1572      | Сузір'я Кассіопеї        | −4m                           | Точна: залишок відомий                                  |
| 1604      | Сузір'я Змієносця        | −2m                           | Точна: залишок відомий                                  |
| 1680?     | Сузір'я Кассіопеї        | +6m                           | Залишок відомий, невідомо, чи спостерігалась наднова    |
| 1800—1900 | Сузір'я Стрільця         | ?m                            | Залишок відомий, але не спостерігалась                  |
| 1885      | Галактика Андромеди      | +6m                           | Точна                                                   |
| 1987      | Велика Магелланова Хмара | +3m                           | Точна                                                   |

### Телескопічні дослідження
З розвитком телескопів стали можливі спостереження та відкриття слабших і віддалених наднових. Перше таке спостереження відбулося для SN 1885A в галактиці Андромеди. Друга наднова, SN 1895B, була відкрита в NGC 5253 десятиліття пізніше. У 1920-х роках наднові продовжували вважатися окремим типом нових. Їх називали по-різному: «нові зорі вищого класу», «гауптнові», «гігантські нові». Уважається, що назву «наднові» придумали Вальтер Бааде та Фріц Цвіккі на лекціях у Каліфорнійському технологічному інституті в 1931 році.Термін «супернова» (super-Novae) вживався в журнальній статті, опублікованій Кнутом Лундмарком у 1933 році та в статті 1934 року Бааде та Цвіккі, але до 1938 року дефіс зник і слово стало вживатися в сучасному вигляді.
Починаючи з 1941 року американські астрономи Рудольф Мінковський і Фріц Цвіккі розробили сучасну схему класифікації наднових. У 1960-х роках астрономи виявили, що максимальна інтенсивність спалахів наднових може бути використана як стандартні свічки для вимірювання астрономічних відстаней. Деякі з найвіддаленіших наднових, що спостерігалися в 2003 році, виявилися тьмянішими, ніж очікувалося, що свідчило про прискорення розширення Всесвіту. Були розроблені методи реконструкції подій, пов'язаних зі спалахами наднових, про спостереження яких немає письмових свідчень. Дата вибуху наднової Кассіопеї А була визначена за світловим відбиттям від туманності, тоді як вік залишку наднової RX J0852.0-4622 був оцінений вимірюванням температури й гамма-випромінювання від радіоактивного розпаду титану-44.

Глибоке поле JADES. Команда астрономів, вивчаючи дані JADES, ідентифікувала близько 80 об'єктів (обведених зеленим кольором), чия яскравість змінювалася з часом. Більшість цих об'єктів, відомих як транзієнти, є результатом вибуху зір або наднових.

Найяскравішою надновою з будь-коли зареєстрованих є ASASSN-15lh, розташована на відстані 3,82 світлових гігароків. Вона була виявлена в червні 2015 року і досягла піку в 5,7 · 10¹¹ L☉, що вдвічі перевищує болометричну світність будь-якої іншої відомої наднової. Природа цієї наднової обговорюється, і було запропоновано кілька альтернативних пояснень цієї події, наприклад, припливне руйнування зорі чорною дірою.
Наднову SN 2013fs зареєстровано через три години після початку вибуху 6 жовтня 2013 року за допомогою Intermediate Palomar Transient Factory. Це одна з найраніших зареєстрованих фаз наднової і найраніша, для якої були отримані спектри, — усього шість годин після фактичного вибуху. Зоря розташована в спіральній галактиці NGC 7610 за 160 мільйонів світлових років від нас у сузір'ї Пегаса.
Космічний телескоп Джеймса Вебба значно покращив наше розуміння наднових зір, визначивши близько 80 нових випадків за допомогою програми JWST Advanced Deep Extragalactic Survey (JADES). Це дослідження дало найвіддаленішу спектрально підтверджену наднову з червоним зміщенням 3,6, вибух якої стався, коли Всесвіту було лише 1,8 мільярда років. Ці відкриття допомагають краще зрозуміти зоряну еволюцію в ранньому Всесвіті.

### Спостережні програми

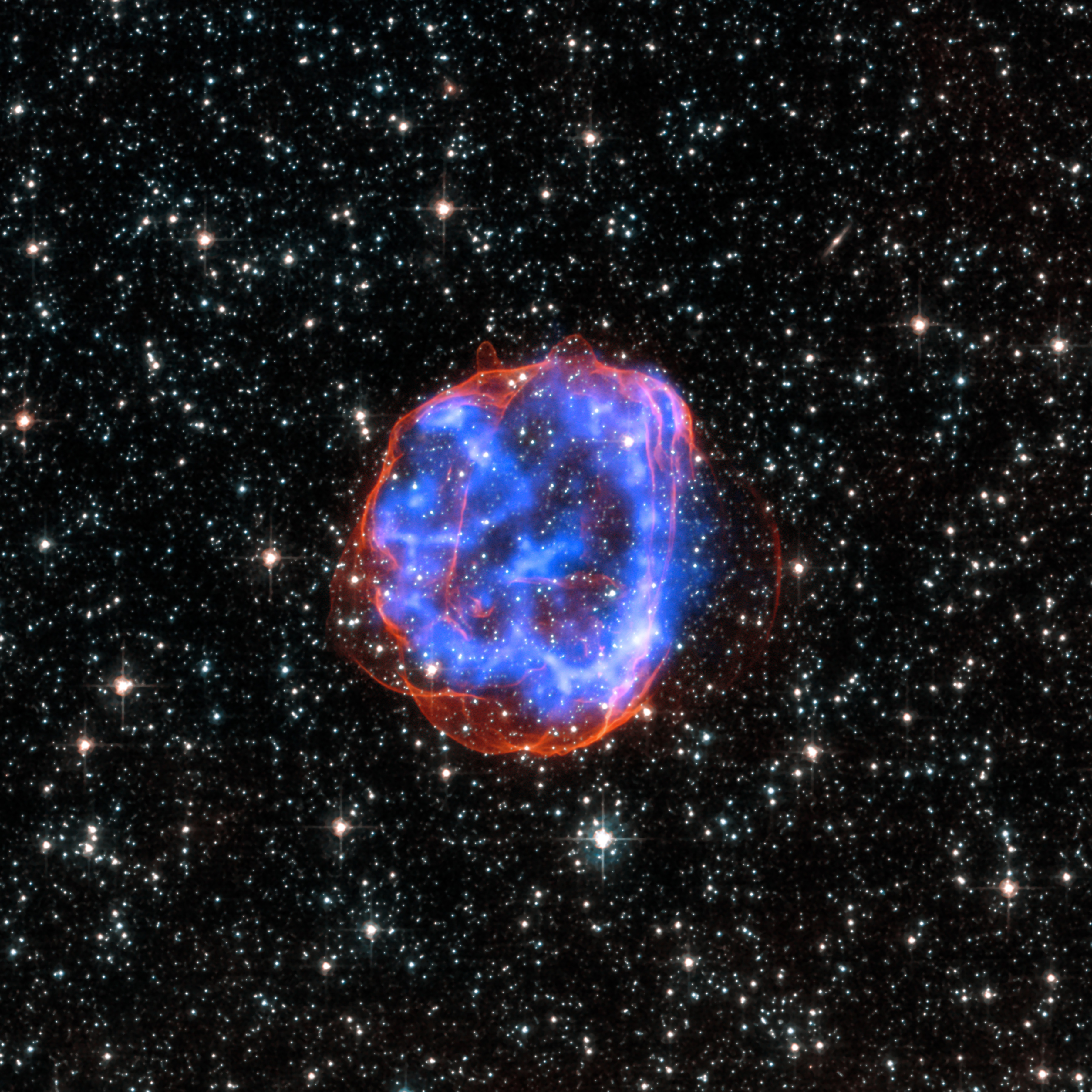
Залишок наднової SNR E0519-69.0 у Великій Магеллановій Хмарі

Оскільки наднові є відносно рідкісним явищем, що відбувається в Чумацькому Шляху приблизно три рази на століття, отримання хорошої вибірки наднових зір для вивчення потребує регулярного моніторингу багатьох галактик. Сьогодні астрономи-любителі й професійні астрономи знаходять кілька сотень наднових щороку, деякі з них поблизу максимальної яскравості, інші — на старих астрономічних фотографіях. Наднові зорі в інших галактиках неможливо передбачити, і їх виявляють уже в ході вибуху. Щоб використовувати наднові як стандартні свічки для вимірювання відстані, необхідно спостерігати їхню пікову світність. Тому важливо виявити їх задовго до того, як вони досягнуть максимуму яскравості. Астрономи-любителі, які значно перевищують за чисельністю професійних астрономів, відіграли важливу роль у пошуку наднових, як правило, шляхом огляду найближчих галактик в оптичні телескопи й порівняння їх з попередніми фотографіями.
Система раннього попередження про наднові (SuperNova Early Warning System, SNEWS) використовує мережу нейтринних детекторів для раннього попередження про наднові в Чумацькому Шляху. Нейтрино у великих кількостях утворюються надновими і майже не поглинаються міжзоряним газом і пилом.

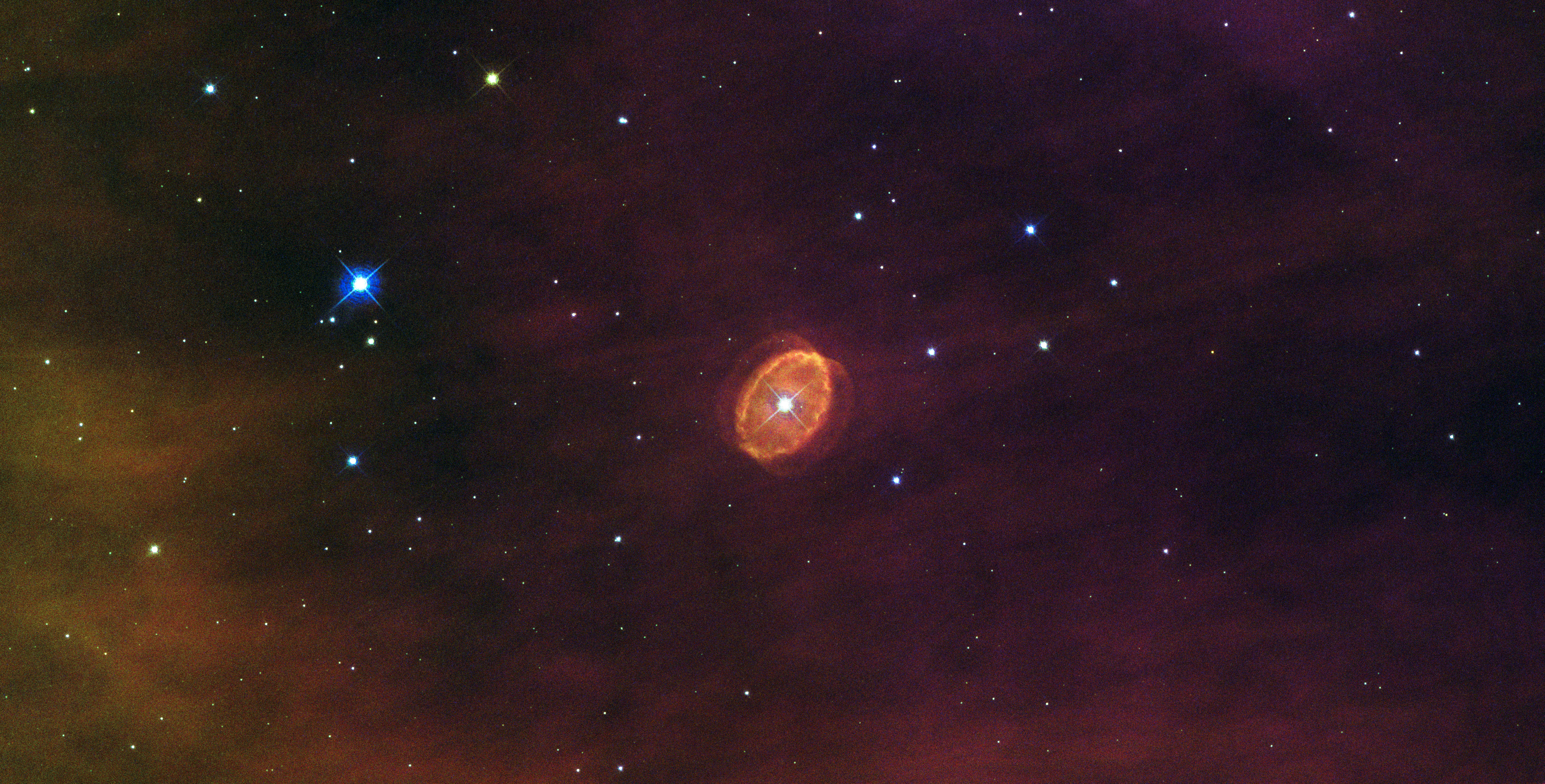
Туманність SBW1 навколо масивного блакитного надгіганта в туманності Кіль, який, можливо, скоро вибухне як наднова.

Наднові з високим червоним зміщенням звичайно досліджуються за кривими блиску й використовуються як стандартні свічки для уточнення космологічної моделі Всесвіту. Наднові з низькими червоними зміщеннями також вивчаються методами спектроскопії, і їхнє дослідження допомагає уточнити закон Габбла на малих відстанях.
Оскільки програми досліджень швидко збільшують кількість виявлених наднових, були зібрані колекції спостережень (криві блиску, спостереження до вибуху, спектроскопія, астрометрія). Наприклад, база даних Pantheon станом на 2021 рік містила 1701 криву блиску для 1550 наднових, взяту з 18 різних досліджень.

## Система позначень
Про відкриття наднових повідомляється в Центральне бюро астрономічних телеграм Міжнародного астрономічного союзу, яке розсилає циркуляр з назвою, присвоєною цій надновій. Назва складається з префікса SN (від лат. SuperNova), після якого йде рік відкриття, а потім суфікс із позначенням з однієї або кількох букв. Перші 26 наднових зір року позначаються великою літерою від A до Z. Далі використовуються пари малих літер: aa, ab і так далі. Тому, наприклад, SN 2003C позначає третю наднову, відкриту 2003 року. Остання наднова 2005 року, SN 2005nc, була 367-ю (14 (n) × 26 + 3 (c) = 367). У XXI столітті професійні астрономи та астрономи-аматори щороку знаходять кілька сотень наднових (572 у 2007 році, 261 у 2008 році, 390 у 2009 році, 231 у 2013 році).
Історичні наднові відомі просто за роком їх появи: SN 185, SN 1006, SN 1054, SN 1572 (також відома як «Надова Тихо») і SN 1604 («Наднова Кеплера»). З 1885 року використовується додаткове літерне позначення, навіть якщо в цьому році була відкрита лише одна наднова (наприклад, SN 1885A, SN 1907A тощо); востаннє це сталося з SN 1947A. До 1987 року дволітерні позначення були потрібні рідко; починаючи з 1988 року, вони потрібні щороку. З 2016 року збільшення кількості відкриттів регулярно призводило до додаткового використання трилітерних позначень. Після zz йде aaa, потім aab, aac і так далі. Наприклад, остання наднова, внесена в Asiago Supernova Catalogue, коли його було припинено 31 грудня 2017 року, має позначення SN 2017jzp.

## Класифікація
Астрономи класифікують наднові за кривими блиску та лініями поглинання різних хімічних елементів, які з'являються в їхніх спектрах. Якщо спектр наднової містить лінії водню (серію Бальмера у видимій частині спектра), вона класифікується як тип II, інакше — як тип I. У кожному з цих двох типів є підтипи відповідно до наявності ліній від інших елементів або форми кривої блиску (графіку видимої зоряної величини як функції часу).
| Тип I Немає ліній водню | Тип Ia Лінії одноразово іонізованого кремнію (Si II) на 615,0 нм, майже пікове світло | Тип Ia Лінії одноразово іонізованого кремнію (Si II) на 615,0 нм, майже пікове світло | Тип Ia Лінії одноразово іонізованого кремнію (Si II) на 615,0 нм, майже пікове світло | Тип Ia Лінії одноразово іонізованого кремнію (Si II) на 615,0 нм, майже пікове світло  | Самоприскорювана термоядерна реакція | Самоприскорювана термоядерна реакція | Самоприскорювана термоядерна реакція | Самоприскорювана термоядерна реакція |
| Тип I Немає ліній водню | Тип Ib/c Слабкі або відсутні лінії кремнію                                            | Тип Ib Лінія нейтрального гелію (He I) на 587,6 нм                                    | Тип Ib Лінія нейтрального гелію (He I) на 587,6 нм                                    | Тип Ib Лінія нейтрального гелію (He I) на 587,6 нм                                     | Колапс ядра                          |                                      |                                      |                                      |
| Тип I Немає ліній водню | Тип Ib/c Слабкі або відсутні лінії кремнію                                            | Тип Ic Слабка або відсутня лінія гелію                                                |                                                                                       |                                                                                        | Колапс ядра                          |                                      |                                      |                                      |
| Тип II Лінії водню      | Тип II-P/-L/n Спектр II типу повсюдно                                                 | Тип II-P/L Без вузьких ліній                                                          | Тип II-P/L Без вузьких ліній                                                          | Тип II-P Досягає плато на кривій блиску                                                | Колапс ядра                          |                                      |                                      |                                      |
| Тип II Лінії водню      | Тип II-P/-L/n Спектр II типу повсюдно                                                 | Тип II-P/L Без вузьких ліній                                                          | Тип II-P/L Без вузьких ліній                                                          | Тип II-L Лінійний спад на кривій блиску (лінійна залежність зоряної величини від часу) | Колапс ядра                          |                                      |                                      |                                      |
| Тип II Лінії водню      | Тип II-P/-L/n Спектр II типу повсюдно                                                 | Тип IIn Є вузькі лінії                                                                |                                                                                       |                                                                                        | Колапс ядра                          |                                      |                                      |                                      |
| Тип II Лінії водню      | Тип IIb Спектр змінюється з часом, наближаючись до типу Ib                            |                                                                                       |                                                                                       |                                                                                        | Колапс ядра                          |                                      |                                      |                                      |

### Тип I

Крива блиску SN 2018gv типу Ia

Наднові типу I поділяються на основі їхніх спектрів, причому тип Ia демонструє сильну лінію поглинання іонізованого кремнію. Наднові типу I без цієї сильної лінії класифікуються як типи Ib і Ic, причому тип Ib демонструє сильні лінії нейтрального гелію, а тип Ic їх не має. Історично склалося так, що криві блиску наднових зір типу I вважалися загалом подібними, тому їхня класифікація досі продовжує здійснюватися переважно на основі спектра, а не форми кривих блиску.
Невелика кількість наднових типу Ia демонструє незвичайні особливості, як-от нестандартна яскравість або розширені криві блиску, і їх зазвичай класифікують, посилаючись на найраніший приклад із подібними ознаками. Наприклад, відносно тьмяну наднову SN 2008ha часто відносять до типу SN 2002cx або Ia-2002cx.
Невелика частина наднових типу Ic демонструє сильно розширені емісійні лінії, які вважаються проявом дуже високої швидкості розширення їхньої оболонки. Їх класифікують як тип Ic-BL або Ic-bl.
Наднові, багаті кальцієм, є рідкісним типом дуже швидких наднових із надзвичайно сильними лініями кальцію в спектрах. Моделі припускають, що вони виникають, коли речовина перетікає на білий карлик з компаньйона, багатого на гелій, а не зі звичайної зорі, багатої на водень. Через лінії гелію в їхніх спектрах вони можуть нагадувати наднові типу Ib, але, як вважають, мають дуже різні фізичні механізми.

### Тип II

Криві блиску використовуються для розрізнення наднових типів II-P і II-L

Наднові типу II також можна розділити на підгрупи на основі їхніх спектрів. У той час як більшість наднових типу II показують дуже широкі емісійні лінії, які вказують на швидкість розширення в багато тисяч кілометрів на секунду, деякі наднові, як-от SN 2005gl, мають відносно вузькі спектральні лінії. Їх відносять до типу IIn, де «n» означає «вузький» (narrow).
Кілька наднових, як-от SN 1987K і SN 1993J, здається, змінюють типи: у них спочатку з'являються лінії водню, але потім протягом кількох тижнів або місяців у них переважають лінії гелію. Термін «тип IIb» використовується для опису комбінації ознак, які зазвичай асоціюються з типами II та Ib.
Наднові типу II з нормальними спектрами, у яких протягом всього часу переважають широкі лінії водню, класифікуються за їхніми кривими блиску. Найпоширеніший тип демонструє виразне «плато» на кривій блиску незабаром після піку яскравості, на якому видима яскравість залишається відносно сталою протягом кількох місяців, перш ніж знову почнеться її спад. Цей підтип називають II-P, де «P» позначає плато (plateau). Рідше зустрічаються наднові типу II-L, які не мають чіткого плато. Тут «L» означає «лінійний» (linear), хоча крива блиску насправді не є прямою лінією.
Наднові, які не вписуються у звичайну класифікацію, називають пекулярними і відмічають позначкою «pec». Зокрема, до підтипу IIpec відносять ті кілька наднових, для яких Цвіккі пропонував ввести додаткові типи III, IV і V, нині не вживані.

## Ядерні реакції під час спалахів наднових

Число нуклонів у ядрі. Ядерні реакції синтезу енергетично вигідні лише до групи заліза (Fe)

Синтез легких елементів від гелію включно до заліза відбувається під час еволюції надмасивних зір (ядерні реакції синтезу в надрах масивних зір M > 40 M⊙). Подальші ядерні реакції відбуваються з поглинанням енергії, яку може забезпечити безпосередньо вибух наднової. Під час вибуху, ударна хвиля, що розповсюджується навколо наднової з надзвуковою у тому середовищі швидкістю, призводить до подальших реакцій синтезу.

### Ядерні реакції в наднових типу Ia
Наднові типу Ia являють собою спалах білого карлика в тісній подвійній системі. У таких системах одна з компонент є білим карликом, друга ж може бути гігантом, чи також білим карликом[джерело?].
Коли один із супутників збільшує свої розміри, займаючи майже всю свою порожнину Роша (простір, у якому гравітаційний вплив цієї компоненти переважає), ця речовина починає перетікати на інший компонент системи. Відбувається досить потужна акреція на білий карлик.

Перетікання речовини відбувається через точку Лагранжа L1.

Коли на білий карлик перетече така кількість речовини, що його маса перевищить межу Чандрасекара (за сучасними уявленнями — близько 1,4 M☉), то тиск виродженого електронного газу вже не в змозі протистояти гравітації і настає гравітаційний колапс, який спостерігається як спалах наднової типу Ia.
До того часу в ядрі (а білий карлик і є ядром зорі, що проеволюціонувала) можуть міститися елементи легші за Fe:
12C + 16O → 28Si + γ
56Ni → 56Co* → 56Co + γ → 56Fe* → 56Fe + γ
тут Co* та Fe* — збуджені стани.
Світність наднових типу Ia у максимумі досягає Мmax = −18m.

### Ядерні реакції в наднових типу Ib та типу II
Ядро стискається, температура зростає до значень порядку 5·109 К, і Fe починає розпадатися під впливом γ-квантів із поглинанням енергії:
T = 5·109 К: (Fe, γ) → (n, p, α)-Q
Стає можливою нейтронізація речовини: (A, Z) + e− → (A, Z-1) + νe
Т = 1011—1012 К: p+ + e− → n0 + νe
Нейтронізація призводить до того, що зменшується кількість електронів і тиск, який вони створюють, більше не зростає.
Водночас урка-процеси забезпечують ефективне охолодження ядра зорі. Нейтринна світність перед спалахом сягає 1054 ерг і перевищує світність зорі в електромагнітному діапазоні.
Таким чином, стиснення більше не призводить до підвищення температури та тиску в ядрі. Гідростатична рівновага порушується і зоря колапсує. Колапс ядра зупиняється лише тиском виродженої нейтронної рідини, коли густина сягає ядерної й може навіть перевищувати її, тобто: ρ ≥ 1014÷1015 г/см3, Т = 1011÷1012 К — такі умови в ядрі після колапсу. Утворюється нейтронна зоря, а зовнішні шари викидаються у навколишній простір.

### Утворення елементів, важчих за Fe
- s-процес (повільне захоплення нейтронів)
- r-процес (швидке захоплення нейтронів)
- p-процес (повільне захоплення протонів та позитронів[джерело?])
- rp-процес — швидке захоплення протонів

#### s-процес
Повільне захоплення нейтронів (від англ. slow). Необхідна густина n0 ρ~1010 м−3
56Fe + n0 → 57Fe + n0 → 58Fe + n0 → 59Fe → 59Co + n0 → 60Co → 60Ni + n0 → 61Ni + n0 → 62Ni + n0 → … → 83Bi
Далі процес зупиняється, бо ізотопи з номерами 84—89 нестабільні й зазнають швидкого альфа-розпаду.

#### r-процес
Швидке захоплення нейтронів (від англ. rapid). Необхідна густина n0 ρ~1011 м−3[джерело?]
Відбувається аж до того моменту, коли важкі ядра стають нестійкими до спонтанного поділу.

#### p-процес
Повільне захоплення протонів та позитронів (антипротонів[джерело?]). Не такий ефективний процес, як реакції з n0, бо протон має подолати високий кулонівський бар'єр, однак є обійдені ядра — як, наприклад, 111Sn, 112Sn, 115Sn — що можуть утворюватися лише в p-процесі.

### Наднова, що вибухає внаслідок нестабільності народження електрон-позитронних пар
Існування цього типу наднових було передбачено 1967 року. Першим свідченням існування таких зір імовірно є спалах наднової SN 2006gy. Наднова, що вибухає внаслідок нестабільності народження електрон-позитронних пар, трапляється, коли народження електрон-позитронних пар завдяки взаємодії високоенергетичних гамма-променів з атомними ядрами зменшує тиск світла в ядрі надмасивної зорі. Зменшення тиску випромінювання в зоряному ядрі порушує гідростатичну рівновагу і під дією гравітації зоря колапсує. Це стиснення прискорює ядерні реакції горіння важких елементів у зоряному ядрі, що призводить до потужного термоядерного вибуху, який викидає весь зоряний матеріал у навколишній простір, не залишаючи опісля ніякого залишку (ніякої чорної діри), окрім викинутого вибухом газу. Явище вибуху наднової цього типу може мати місце лише для надмасивних зір (від 130 до 250 мас Сонця), які мають низьку металічність (низький вміст хімічних елементів важчих за гелій).

## Залишки наднових
Вибух спричиняє ударну хвилю в навколишньому міжзоряному газі, яка формує залишок наднової. Одним із прикладів такого процесу є залишок наднової, яку спостерігав Кеплер 1604 року (SN 1604).
Інший тип залишків спалахів наднових — туманності, що утворюються при взаємодії скинутих оболонок і міжзоряного середовища. Вони є джерелом досить сильного радіовипромінювання і м'якого рентгенівського випромінювання. Розрізняють два типи радіотуманностей. Перший тип має яскраво виражену оболонкову структуру, у ньому часто трапляються волокна й нитки, що випромінюють різні лінії. У центрі такої оболонки часто міститься рентгенівське джерело. Радіуси оболонок складають приблизно десятки світлових років, а швидкості розширення — десятки й сотні кілометрів на секунду.
М'яке рентгенівське випромінювання радіотуманностей оболонкового типу свідчить, що вони містять плазму, нагріту до десятків мільйонів градусів. Це підтверджується наявністю в рентгенівських спектрах таких об'єктів ліній високоіонізованих елементів. Плазма утворюється в результаті поширення потужної ударної хвилі в міжзоряному середовищі.
Другий тип радіотуманностей — залишки з вираженою концентрацією до центру. Вони називаються плеріонами. Плеріони відрізняються радіоспектром, значним ступенем поляризації синхротронного радіовипромінювання і відносною однорідністю магнітного поля. Основним джерелом енергії плеріонів є пульсар.

## Значення
Наднові утворюють важки елементи, які поширюються по всьому міжзоряному середовищу й беруть участь у формуванні зір наступних поколінь. Ударна хвиля від наднової може ініціювати зореутворення. Вибухи наднових прискорюють галактичні космічні промені.

### Джерело важких елементів

Періодична таблиця, що показує джерело кожного елемента в міжзоряному середовищі

Наднові зорі є основним джерелом елементів у міжзоряному середовищі від кисню до рубідію, хоча поширеність окремих елементів сильно різниться для різних типів наднових. Наднові типу Ia виробляють головним чином кремній та елементи залізного піку, як-от нікель і залізо. Наднові з колапсом ядра утворюють набагато меншу кількість елементів залізного піку, ніж наднові типу Ia, але більшу кількість легких альфа-елементів, як-от кисень і неон, і елементів, важчих за цинк. Особливо багато важких елементів утворюють наднові із захопленням електронів. Попри значну збагаченість важкими елементами, основна маса викидів наднових типу II все ж припадає на водень і гелій.
Важкі елементи утворюються шляхом: ядерного синтезу для ядер до 34S; реакції на основі фотодезінтеграції кремнію для ядер між 36Ar та 56Ni; і швидке захоплення нейтронів (r-процес) під час колапсу наднової для елементів, важчих за залізо. R-процес утворює дуже нестабільні ядра, багаті нейтронами, які швидко розпадаються на стабільніші ізотопи. R-процес у наднових відповідальний приблизно за половину всіх ізотопів елементів, важчих за залізо (іншим важливим джерелом багатьох із цих елементів може бути злиття нейтронних зір).
У сучасному Всесвіті старі зорі асимптотичної гілки гігантів є домінуючим джерелом космічного пилу, що складається з оксидів, вуглецю та s-елементів. Однак у ранньому Всесвіті, до утворення зір асимптотичної гілки гігантів, наднові могли також бути основним джерелом пилу.

### Космічні промені
Вважається, що залишки наднових прискорюють велику частину галактичних космічних променів, але прямі докази прискорення космічних променів були знайдені лише для невеликої кількості залишків. Гамма-промені від розпаду піонів були виявлені в залишках наднових IC 443 і W44. Вони утворюються, коли прискорені протони зіштовхуються з міжзоряною речовиною.

### Гравітаційні хвилі
Наднові можуть бути сильними галактичними джерелами гравітаційних хвиль, але поки що жодне з них не було виявлено. Єдині гравітаційні хвилі, виявлені на поточний момент, пов'язані зі злиттям чорних дір і нейтронних зір, ймовірних залишків наднових. Як і випромінювання нейтрино, очікується, що гравітаційні хвилі, породжені надновою, прибудуть без тієї затримки, з якою прибуває світло. Отже, вони можуть надати інформацію про процес колапсу ядра, недоступну іншим методам. Більшість сигналів гравітаційних хвиль, передбачених моделями наднових, тривають менше секунди, і така коротка тривалість ускладнює їхнє виявлення. Використання нейтринного сигналу як тригера може допомогти ідентифікувати часове вікно, у якому треба шукати гравітаційну хвилю, щоб легше відрізнити її від фонового шуму.

### Вплив на Землю
Навколоземна наднова — це наднова, розташована досить близько до Землі, щоб мати помітний вплив на її біосферу. Залежно від типу та енергії вона може перебувати на відстані до 3000 світлових років від нас. У 1996 році була висунута теорія про те, що сліди минулих наднових можна виявити на Землі за їхніми ізотопними проявами у шарах гірських порід. Пізніше було знайдено надлишок заліза-60 у глибоководних породах Тихого океану. У 2009 році в антарктичному льоду було виявлено підвищений вміст нітрат-іонів у шарах, що збігалися за датуванням із надновими 1006 і 1054 років. Гамма-промені від цих наднових могли підвищити рівень оксидів азоту в атмосфері, які потім потрапили в лід.
Найближчі наднові могли свого часу вплинути на біорізноманіття життя на планеті. Навколоземна наднова могла призвести до збільшення космічного випромінювання, що, своєю чергою, спричиняло похолодання клімату. Більша різниця температур між полюсами та екватором спричиняла сильніші вітри, посилювало змішування океану та призводило до транспортування поживних речовин до мілководдя вздовж континентальних шельфів. Це призводило до збільшення біорізноманіття.
Наднові типу Ia вважаються потенційно найнебезпечнішими, якщо вони відбуваються досить близько до Землі. Оскільки ці наднові виникають із тьмяних білих карликів у подвійних системах, цілком ймовірно, що наднова, яка може вплинути на Землю, виникне непередбачувано та в зоряній системі, яка недостатньо вивчена. Найближчим відомим кандидатом є IK Пегаса, віддалена приблизно на 150 світлових років від нас.
Згідно з оцінкою 2003 року, наднова типу II повинна бути ближче за 8 парсеків (26 світлових років), щоб знищити половину озонового шару Землі, однак кандидати у такі наднові відсутні ближче, ніж приблизно 500 світлових років.

## Кандидати в Чумацькому шляху

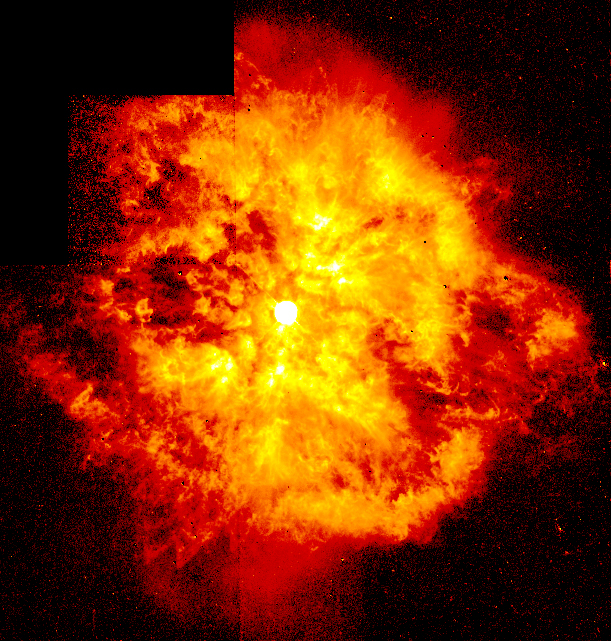
Туманність навколо зорі Вольфа — Райє WR124, розташованої на відстані приблизно 21 000 світлових років від нас.

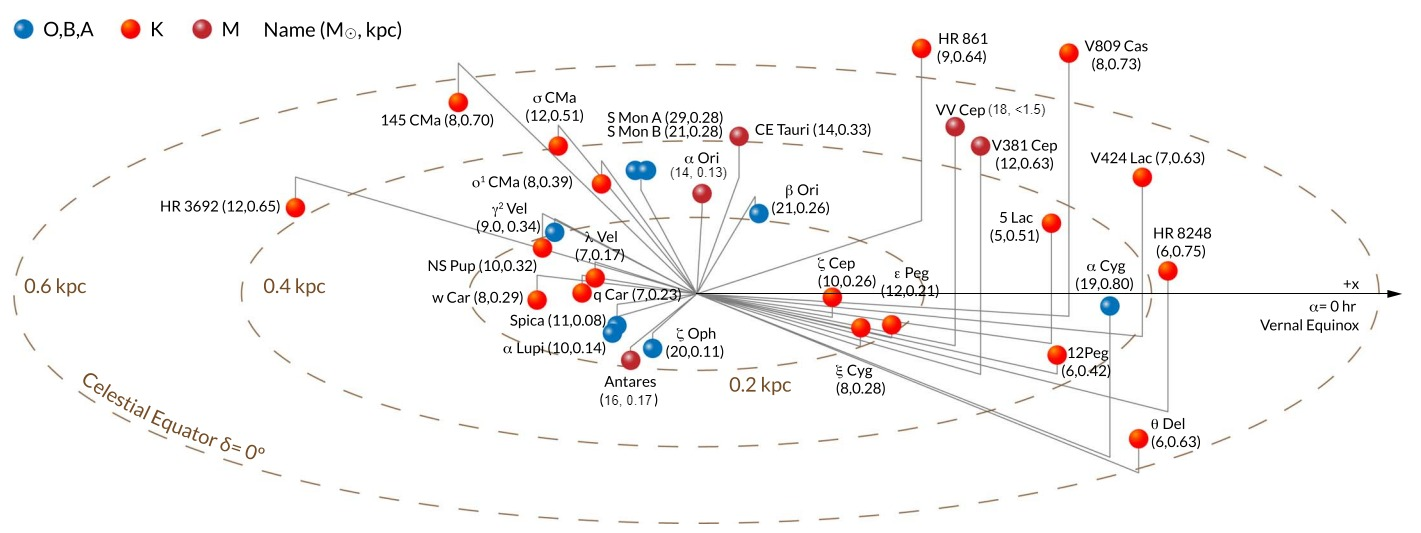
Карта, на якій показано деякі з найближчих до Землі кандидатів у наднові з колапсом ядра в межах одного кілопарсека. Більшість них є червоними надгігантами спектрального класу К.

Наступну наднову в Чумацькому Шляху, ймовірно, можна буде виявити, навіть якщо вона виникне на зворотному боці галактики. Швидше за все, вона утворилася в результаті колапсу непримітного червоного надгіганта, і дуже ймовірно, що він уже буде занесений у каталог інфрачервоних досліджень, як-от 2MASS. Існує менша ймовірність того, що наступну наднову з колапсом ядра викличе інший тип масивної зорі, наприклад жовтий гіпергігант, яскрава блакитна змінна або зоря Вольфа — Райє. Імовірність того, що наступна наднова буде надновою типу Ia, створеною білим карликом, за підрахунками, становить приблизно третину від ймовірності наднової з колапсом ядра. Її теж вдасться спостерігати, де б вона не вибухнула, але в цьому випадку менш імовірно, що її прародитель спостерігався раніше. Загальна кількість наднових у Чумацькому Шляху, за оцінками, становить від 2 до 12 на століття, хоча жодна наднова не спостерігалась у момент вибуху протягом кількох століть.
За статистикою, найпоширенішим різновидом наднових із колапсом ядра є тип II-P, а попередниками цього типу є червоні надгіганти. Важко визначити, які з цих надгігантів перебувають на останніх стадіях синтезу важких елементів у своїх ядрах, а яким ще залишається жити мільйони років. Наймасивніші червоні надгіганти скидають свою атмосферу й перетворюються на зорі Вольфа — Райє до того, як їхні ядра вибухають. Усі зорі Вольфа — Райє закінчують своє життя протягом приблизно мільйона років після фази Вольфа — Райє, але, знову ж таки, важко визначити ті, які є найближчими до колапсу ядра. Один клас зір, який, як очікується, має вибухнути протягом кількох тисяч років, — це зорі WO Вольфа — Райє, які, як відомо, вичерпали гелій у своєму ядрі. Відомо лише вісім таких зір, і лише чотири з них знаходяться в Чумацькому Шляху.
Ряд близьких або добре відомих зір було ідентифіковано як можливі кандидати на наднову з колапсом ядра: масивні блакитні зорі Спіка та Рігель, червоні надгіганти Бетельгейзе, Антарес та VV Цефея A, жовтий гіпергігант Ро Касіопеї, яскрава блакитна змінна Ета Корми, найяскравіший компонент, зоря Вольфа — Райє, у системі Регора або Гамма Вітрил. Інші зорі обговорювалися як можливі, хоча й не дуже ймовірні, попередники гамма-спалаху, наприклад WR 104.
Ідентифікація кандидатів на наднову типу Ia набагато більш спекулятивна. Будь-яка подвійна система зі зростаючим білим карликом може породити наднову, хоча точний механізм і часові рамки все ще дискутуються. Ці системи тьмяні, і їх важко ідентифікувати, але нові та повторювані нові є такими системами, які яскраво заявляють про себе. Одним із прикладів є U Скорпіона. Найближчим відомим претендентом на наднову типу Ia є IK Пегаса (HR 8210), розташована на відстані 150 світлових років, але спостереження показують, що їй може знадобитись близько 1,9 мільярдів років для того, щоб білий карлик зміг накопичити критичну масу, необхідну для вибуху наднової типу Ia.